# Златарица (село)
Вижте пояснителната страница за други значения на Златарица.
Злата̀рица е село в Югозападна България. То се намира в община Белица, област Благоевград.

## География
Село Златарица е разположено в планински район в Западните Родопи на границата с Пазарджишка област. Намира се на 30 km от курорта Банско.

## История
Селото е населено с българи-мохамедани (помаци), етнически българи с майчин език - български, но по религия - мюсюлмани. През 70-те години на XX век голяма част от населението се изселва в Северна България, предимно в Разградски и Търговищки окръг. Една от главните причини е липсата на работа. Най-много преселници от селото живеят в село Синя вода, Разградско. Те пристигат през 1978 година.
Селото е образувано в 1955 година от махалите Гарван (от село Бабяк), Кьоровци, Златарица и Тупева.

## Население

### Етнически състав
Преброяване на населението през 2011 г.
Численост и дял на етническите групи според преброяването на населението през 2011 г.:
|                     | Численост |
| Общо                | 98        |
| Българи             | 4         |
| Турци               | 91        |
| Цигани              | -         |
| Други               | -         |
| Не се самоопределят | -         |
| Неотговорили        | 1         |

## Обществени институции
Селото се управлява от кметски наместник, назначен от община Белица.